# 小行星2299
小行星2299（2299 Hanko）是一颗围绕太阳公转的小行星。1941年9月25日，爾約·維薩拉在图尔库发现了此天体。
該小行星以芬蘭的城市漢科命名。
这颗小行星的绝对星等为166.1425917432882等。